# Хорен-Гол
Хорен-Гол (кит. упр. 霍林河, палл. Холинь хэ, монг. Хоолин гол) — река на северо-востоке Китая. Длина реки — 590 км. Площадь водосборного бассейна — 33 320 км².

## Исторические названия
Во времена киданьской империи Ляо реку называли Хуньхэ (浑河). Во времена чжурчжэньской империи Цзинь река была известна как Хэванхэ (鹤王河). Во времена монгольской империи Юань реку называли ХаЛаоКэЛуХэ (哈老哥鲁河). Во времена маньчжурской империи Цин река была известна как Хэхэ.

## География
Река берёт своё начало на хребте Большой Хинган в хошуне Джаруд-Ци автономного района Внутренняя Монголия, и течёт сначала на север, а потом на восток. Потом река течёт на юго-восток через хошун Хорчин-Юичжунци, после чего поворачивает на восток и попадает на территорию провинции Гирин, где по ней проходит граница между городским уездом Таонань и уездом Тунъюй. В итоге река впадает в озеро Цаган-Нур, откуда её вода через протоки попадает в реку Нэньцзян.
В середине XX века из-за интенсивного забора воды для сельскохозяйственных нужд в среднем течении от реки осталось лишь сухое русло. С 1970-х годов в городском уезде Таонань через водохранилище Сянхай в реку Хорен-Гол ежегодно перебрасывается часть вод реки Таоэрхэ, чтобы спасти её от обмеления и исчезновения.

## Топонимика
От этой реки получил своё название городской уезд Холин-Гол.